# Судно на кінній тязі

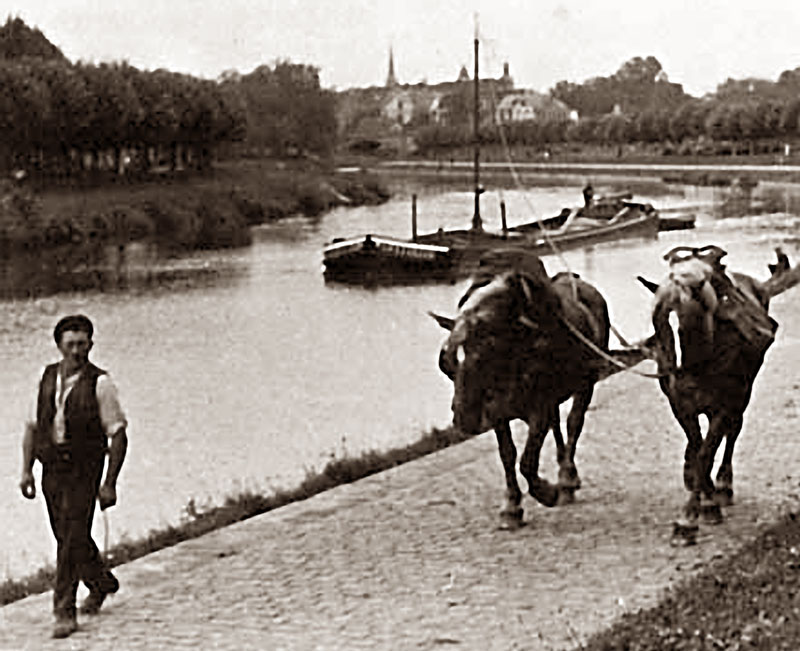
Судно з кінною тягою на каналі Фінов у Німеччині, 1880-ті роки.

Судно на кінній тязі — застарілий вид річкового транспорту. Судно на зразок баржі чи барки приводилося в рух упряжкою коней чи мулів, які йшли берегом річки чи каналу по так званій «буксирній дорозі».
Відоме про використовування мулів стародавніми римлянами в Британії для тягання суден по річках. З появою парових і дизельних буксирів та розвитком наземного транспорту цей транспорт втратив економічне значення й використовується в деяких місцевостях як атракціон.